# アレクサンドル・ヴァレフスキ
アレクサンドル・フロリアン・ジョゼフ・コロンナ＝ヴァレフスキ（フランス語: Alexandre Florian Józef Colonna-Walewski、ポーランド語: Aleksander Florian Józef Colonna-Walewski、1810年5月4日 - 1868年10月27日）は、フランス第二帝政の政治家、貴族。ナポレオン・ボナパルトと愛人マリア・ヴァレフスカとの間にできた庶子。

## 略歴
ナポレオン・ボナパルトと愛人マリア・ヴァレフスカの息子として、1810年5月4日にワルシャワ近くのヴァレヴィツェで生まれた。1817年、7歳のときに母は病死した。何度か会っただけの実父ナポレオンも、1821年に死去した。
14歳のときにロシア帝国陸軍への入隊を拒否してロンドン、ついでパリに亡命した。ロシア当局が移送を要求したが、フランス政府に拒否された。1830年革命において、ポーランドで11月蜂起が勃発すると、フランス王ルイ・フィリップ1世によりポーランドに送り込まれ、蜂起軍はヴァレフスキを外交官としてロンドンに派遣した。蜂起が失敗に終わった後、フランスに帰化してフランス陸軍に入り、アルジェに派遣されたが、1837年に除隊した。1848年に従兄ルイ＝ナポレオン（後のナポレオン3世）が大統領になると接近し、駐ロンドン大使などを歴任した。1855年にエドゥアール・ドルーアン・ド・リュイスの後任として外務大臣に就任、1856年にパリで行われたクリミア戦争の講和会議にフランス代表として出席した。1860年に外務大臣を退任して国務大臣に転じ、1863年まで務めた。
議会では1855年から1865年まで元老院議員を務めた後、ナポレオン3世の主導で立法院に転じ、議長に就任した。1866年に公爵に叙された後、1867年に立法院議長を退任して元老院に戻った。
1860年ごろから馬車で外出することもできないほどの体調不良となり、自宅に籠る。1868年10月27日、ストラスブールで脳梗塞のため死去した。

## 家族
1831年12月1日、キャサリン・キャロライン・モンタギュー（Catherine Caroline Montagu、1808年10月7日 – 1834年4月30日、第6代サンドウィッチ伯爵ジョージ・ジョン・モンタギューの次女）と結婚した。2人は1男1女をもうけたが、いずれも早世した。

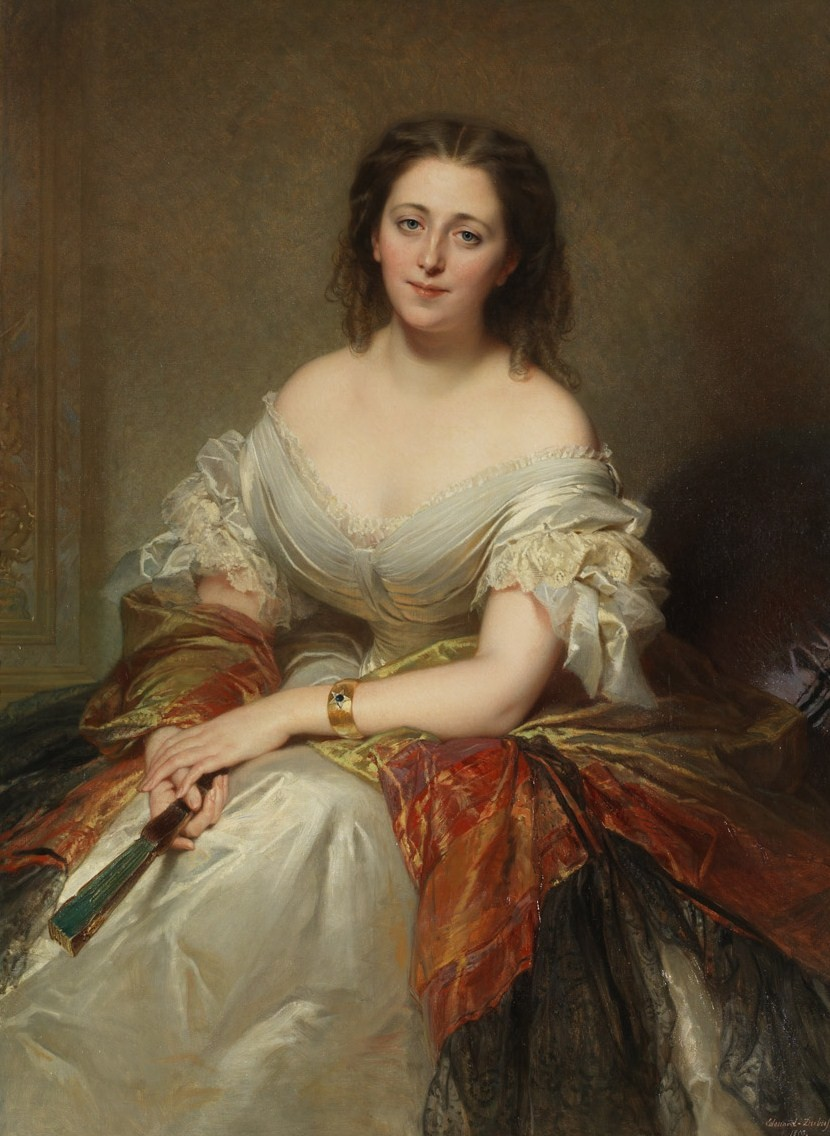
2人目の妻マリアンヌ

1846年、マリアンヌ・ディ・リッチと再婚して、2男2女をもうけた。そのうちの一人であるシャルルはクレディ・リヨネで人事部長を務めるが、第一次世界大戦で戦病死している。また女優のラシェル・フェリックスとの間にも庶子アレクサンドルをもうけ、アレクサンドルの息子にあたるアンドレはタクシー事業で財を成した。

## 関連図書
- 鹿島, 茂『怪帝ナポレオン三世　第二帝政全史』講談社、2010年10月13日。ISBN 978-4-06-292017-9。